# 淺川道夫
淺川 道夫（あさかわ みちお、1960年 - ）は日本の歴史学者。東京都出身。専門は日本近代史。拓殖大学商学部、気象大学校講師。日本大学国際関係学部教授。軍事史学会理事。

## 略歴
1990年日本大学大学院研究科博士後期課程満期退学（日本政治史専攻）。2005年に阿南・高橋賞を受賞。2008年博士（学術）の学位を取得（論文タイトルは『品川台場にみる西洋築城術の影響：その設計と構造を中心として』）。同年、軍事史学会理事に就任。2010年日本大学国際関係学部助教。
幕末〜明治維新期の政治・軍事史などの研究を行っているほか、品川台場の研究も行っている。

## 著書

### 単著
- 『お台場 品川台場の設計・構造・機能』錦正社、2009年
- 『江戸湾海防史』錦正社、2010年
- 『明治維新と陸軍創設』錦正社、2013

### 共著
- 山本達也、草薙大輔共著『日本の陶器製兵器 1 (陶器製手榴弾) 』第2版、全日本軍装研究会、2011

## 出演
- 英雄たちの選択スペシャル「決戦！西南戦争　ラストサムライ　西郷隆盛の真実」（2018年11月29日、NHK BSP）[4]